# Velizar Dimitrov
Velizar Kostadinov Dimitrov (Bulgaars: Велизар Костадинов Димитров) (Pernik, 13 april 1979) is een Bulgaars betaald voetballer die bij voorkeur als middenvelder speelt. Hij verruilde in 2008 CSKA Sofia voor Metalurg Donetsk. In 2004 debuteerde hij in het Bulgaars voetbalelftal, waarvan hij deel uitmaakte tijdens onder meer het EK 2004.

## Carrière
- 1997-1998: Lokomotiv Sofia
- 1998-2000: Minyor Pernik
- 2000-2001: Lokomotiv Sofia
- 2001-2002: Marek Doepnitsa
- 2002-2008: CSKA Sofia
- 2008- .. : Metalurg Donetsk